# Blauer Akt (Erinnerung an Biskra)
Blauer Akt (Erinnerung an Biskra) (frz.: Nu bleu: souvenir de Biskra) ist ein Ölgemälde aus dem Jahr 1907 von Henri Matisse. Der Malstil ist dem Fauvismus zuzurechnen. Es gehört gegenwärtig zum Bestand des Baltimore Museum of Art als Teil der Cone Collection.

## Hintergrund
Matisse schuf das Gemälde nach einer Algerienreise in Collioure, kurz nachdem eine Skulptur, an der er arbeitete, zerbrochen war. Der Name Biskra im Titel bezieht sich auf eine Stadt in einer algerischen Oase. Später vollendete er die Skulptur mit dem Titel  Liegende I (Aurora) und setzte sie in Bronze um.

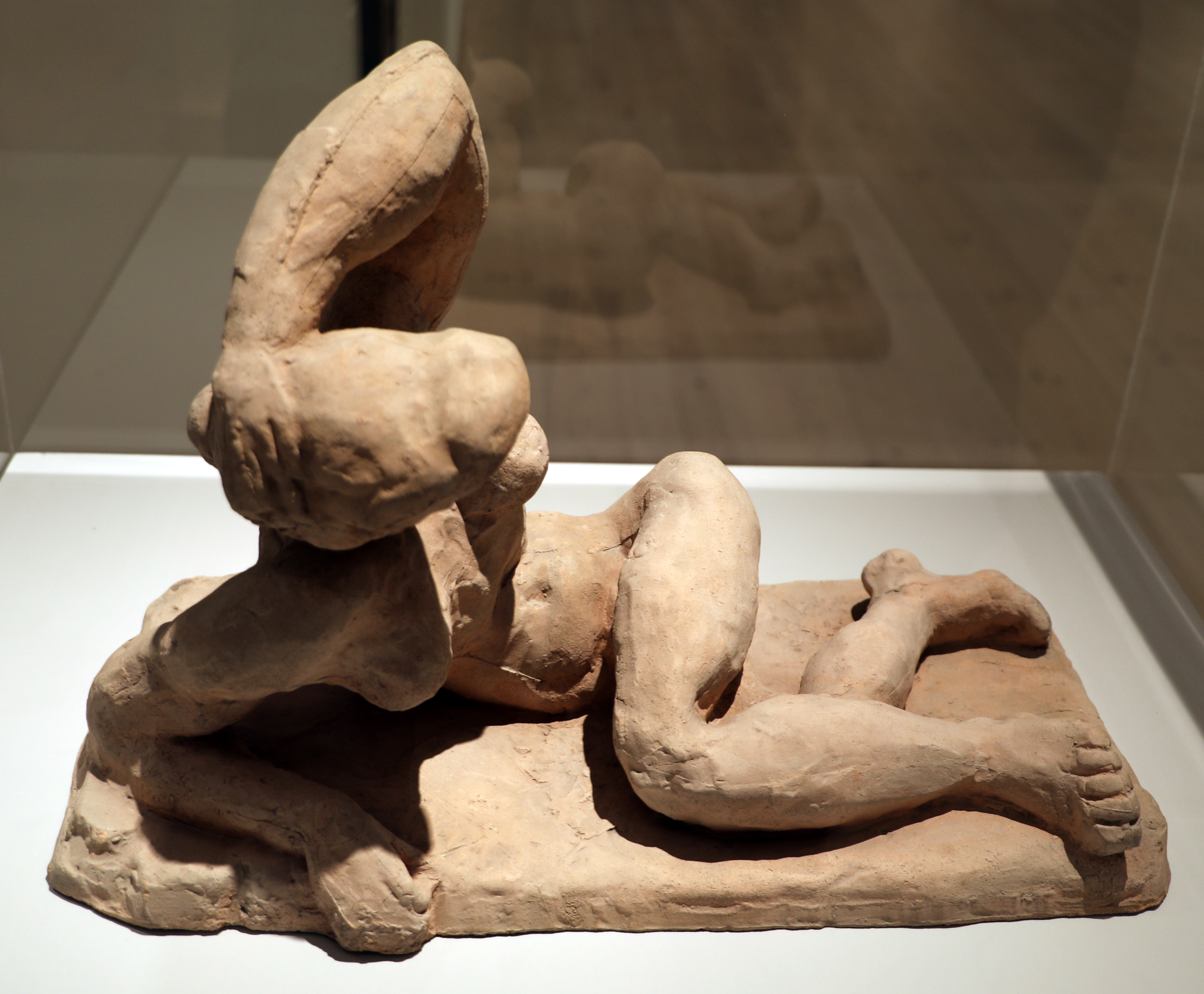
Henri Matisse: Liegende I (Aurora), 1907

Die Kunstsammler Leo und Gertrude Stein erwarben das Bild auf einer Ausstellung im Salon des Indépendants im Jahr 1907, wo es als verstörend empfunden und beispielsweise von Louis Vauxcelles stark kritisiert wurde. Es fielen Worte wie „ein Universum von Hässlichkeit“ für Matisse’ Arbeiten. Die Steins hatten früher bereits Matisse’ Femme au chapeau (Frau mit Hut) und Joie de vivre (Lebensfreude) für ihren Kunstsalon in der 27 rue de Fleurus in Paris erstanden.
Nach einer Veröffentlichung in Alfred Stieglitz’ Fotomagazin Camera Work im Jahr 1912 stellte es Leo Stein 1913 der Armory Show in New York als Leihgabe zur Verfügung. Auch in den USA stieß das Werk auf wenig Gegenliebe, so wurde beispielsweise eine Kopie des Bildes auf der zweiten Armory Show in Chicago verbrannt. Der Blaue Akt gelangte in den Besitz des amerikanischen Kunstsammlers John Quinn und wurde 1926 aus dessen Nachlass aus einer offenen Auktion von Claribel Cone erworben. Nach Cones Tod wurde das Gemälde in die Cone Collection aufgenommen.

## Beschreibung
Die in warmen Farben gemalten Palmen im Hintergrund reflektieren die Reise; sie bilden einen Kontrast zu den kalten Farbwerten des liegenden weiblichen Akts im Vordergrund, der – einen Schatten auf dem blauen Untergrund werfend – eine ungeschönte rohe Kraft, Schönheit und Erotik ausschließend, auszudrücken scheint. Der linke erhobene Arms umfasst den Kopf, während der rechte Arm verwinkelt auf dem Boden ruht. Das linke, sehr muskuläre Bein ist mit einer starken Verdrehung über das rechte gelegt. Die Augen in dem maskenhaft starren Gesicht der Figur sind vom Betrachter abgewendet, ihre Brüste, deren Brustwarzen in den rötlichen Farben der Palmen getönt sind, stehen weit auseinander.
Die dominante, odaliskenhafte Figur und die flächige Umgebung gibt Matisse’ Auffassung wieder: „Gerade die Figur und nicht das Stillleben oder die Landschaft interessiert mich am meisten. An ihr kann ich am besten, man könnte sagen, das mir stets eigene religiöse Gefühl dem Leben gegenüber zum Ausdruck bringen.“
Gertrude Stein beschrieb das Gemälde folgendermaßen:

„In diesem Bild führt Matisse zum erstenmal seine Absicht bewußt durch, die Linien des menschlichen Körpers zu verzeichnen, um dadurch den malerischen Wert der ungemischten Farben zu harmonisieren und zu vereinfachen, die er nur in Verbindung mit Weiß verwendete. Er benutzt diese systematisch verdrehte Zeichnung genau so, wie man in der Musik Dissonanzen, in der Küche Essig oder Zitrone benutzt […].“

Im Jahr 2005 schuf Matisse’ Urenkelin, Sophie Matisse, unter dem Titel Blue Nude eine Variation des Gemäldes, indem sie es durch zebraartige Streifen verfremdete.